# Tauno Pylkkänen
Tauno Kullervo Pylkkänen (ur. 22 marca 1918 w Helsinkach, zm. 12 marca 1980 tamże) – fiński kompozytor.

## Życiorys
W latach 1937–1941 był uczniem Leeviego Madetoji, Selima Palmgrena i Sulho Ranty w Akademii Muzycznej w Helsinkach. Ukończył ponadto studia muzykologiczne na Uniwersytecie Helsińskim (1941). Od 1940 do 1961 roku pracował jako redaktor muzyczny w fińskim radiu. W latach 1943–1972 współpracował też jako krytyk muzyczny z dziennikiem „Uusi Suomi”. Od 1960 do 1969 roku pełnił funkcję dyrektora artystycznego Fińskiej Opery Narodowej w Helsinkach. Od 1967 roku był wykładowcą Akademii Muzycznej w Helsinkach.
Tworzył w nawiązaniu do tradycji romantycznej. Największe znaczenie mają opery Pylkkänena, wzorowane w zakresie dramaturgii i języka dźwiękowego na dziełach Giacoma Pucciniego i stąd określane jako werystyczne. Otrzymał III Prix Italia za operę Sudenmorsian (1950) oraz nagrodę fundacji Wihuri za operę Ikaros (1959). Pisał również muzykę do filmów, sztuk teatralnych i audycji radiowych. Wydał pracę Oopperavaeltaja (Helsinki 1953).

## Wybrane kompozycje
(na podstawie materiałów źródłowych)

### Utwory orkiestrowe
- Lapin kesä (1940)
- Kullervon sotaanlahto (1942)
- Sinfonietta (1944)
- I Symfonia (1945)
- Suita na obój i smyczki (1946)
- Lapin kuvia (1947)
- uwertura Marathon (1947)
- fantazja symfoniczna Kaskirunoelma na kantele i orkiestrę (1948)
- Ultima Thule (1949)
- Koncert wiolonczelowy (1950)
- Preludium symfoniczne (1952)
- Kesäisiä kuvia na smyczki (1956)

### Utwory kameralne
- Divertimento na flet, obój, harfę i wiolonczelę (1941)
- Nokturn na skrzypce i fortepian (1943)
- Kwartet smyczkowy (1945)
- Fantasia appassionata na wiolonczelę i fortepian (1954)
- Tryptyk na klarnet, skrzypce, altówkę i wiolonczelę (1958)

### Utwory wokalno-instrumentalne
- Lentävän hollantilaisen näky na sopran, chór męski i orkiestrę (1947)
- Metropolis na 3 recytatorów i orkiestrę (1955)
- Kadonnut laulu na sopran, baryton, chór i orkiestrę (1958)

### Opery
- Bathsheba Saarenmaalla (1940, zrewid. 1958)
- Mare ja hanen poikansa (1943)
- Simo Hurtta (1948)
- Sudenmorsian (1950)
- Varjo (1952)
- Ikaros (1956–1960)
- Opri ja Oleksi (1957)
- Vangit (1964)
- Tuntematon sotilas (1967)

### Balet
- Kaarina Maununtytar (1960)